# Jijel

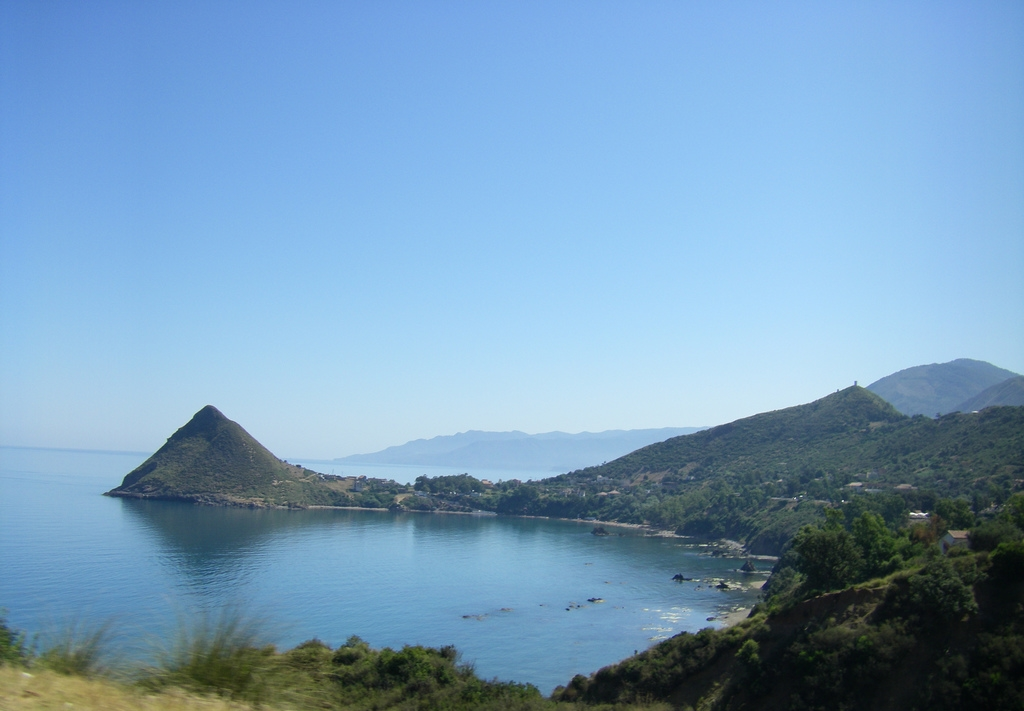
"Corniche Jijelienne" mellan Béjaïa och Jijel.

Jijel, tidigare känd som Djidjelli, Gigeri eller Gigery (arabiska جيجل), är en stad och huvudort i provinsen Jijel i nordöstra Algeriet. Staden är belägen vid Medelhavet i regionen Corniche Jijelienne, och folkmängden i kommunen uppgick till 134 839 invånare vid folkräkningen 2008, varav 131 513 invånare bodde i centralorten.

## Historia
Ursprungligen grundad som en fenicisk handelspost övergick staden senare till att styras av romarna, efterföljda av vandaler, araber, Genua och den osmanska amiralen Hayreddin Barbarossa. I juli 1664 erövrades staden av fransmän. Motstånd organiserades, lett av Shaban Aga, och i oktober samma år drevs fransmännen på flykten. 1839 tog fransmän kontrollen över staden på nytt. De mötte starkt lokalt motstånd, vilket slutgiltigt upphörde först 1851.
1856 förstördes den ursprungliga staden av en jordbävning. Stadens senare struktur har moderna influenser med breda gator inramade av träd.

## Ekonomi
Jijel är det administrativa och handelsrelaterade centrumet för en region vars näringsliv främst är inriktat på bearbetning av kork, lädergarvning och ståltillverkning. De omgivande jordbruksmarkerna producerar främst citrusfrukter och säd. Fiske är också en viktig näring. Staden har många hotell och restauranger, då många turister (främst algerier) besöker Jijel för landskapet och de fina sandstränderna.

## Kommunikationer
Staden ligger genom det omgivande oländiga landskapet något isolerat, men sammanbinds genom vägar med andra större städer som Béjaïa (90 kilometer västerut), Setif (135 kilometer åt sydväst) och Constantine (150 kilometer åt sydöst). Staden har också en egen flygplats.